# 薛崇礼
薛崇礼（？—？），河东郡汾阴县（今山西省运城市万荣县）人，北魏、西魏、东魏官员，薛善的族兄。

## 生平
正光末年，薛崇礼参与六镇起义，与叛军首领叱干麒麟等人到处屯兵，出兵截击，当时统军宇文贵护送夏州刺史源子雍返回夏州，与薛崇礼交战，击败了薛崇礼。
魏孝庄帝元子攸刺杀尔朱荣后，于永安三年（530年）十月任命元显恭使持节、都督晋州建南汾三州诸军事、镇西将军、晋州刺史，兼任尚书左仆射、西北道行台、大都督，节度薛善乐、薛修义、裴元隽、薛崇礼、薛憘族等诸军，率领禁军，西援平阳，抵御尔朱世隆。
永熙三年（534年），魏孝武帝元修西入关中后，宇文泰任命大都督薛崇礼占据龙门，薛崇礼之后又驻军于杨氏壁。薛崇礼进攻东魏南汾州刺史尧奋，尧奋和薛崇礼交战，大败西魏军队。八月，高欢任命薛修义为关右行台，从龙门渡过黄河，薛修义写信招降，薛崇礼率领一万多人向东魏投降，尧奋将薛崇礼兄弟送到丞相府。
薛崇礼之后出任泰州刺史，守卫蒲坂。大统三年冬十月（537年），西魏派遣贺拔胜和李弼渡过黄河围攻蒲坂，薛崇礼坚守，西魏军无法攻克城市。薛崇礼的族弟泰州别驾薛善对薛崇礼说：“高欢以武力犯上，致使君王流离。我和哥哥是衣冠子孙，世世代代受到国家给予的荣宠。如今大军已经来临，而哥哥还想给高氏效力。城破之日，脑袋被人送到长安，说是某某逆贼的头颅，死后有灵，难道不会死有余愧。不如早点归附投降，虽然不足以表现卓越的节操，好歹可以保住性命。”薛崇礼犹豫不决。薛善堂弟薛馥的妹夫高子信为防城都督，守卫蒲坂城南面。高子信派遣薛馥来拜谒薛善说：“想要接应西魏军队，但恐怕力量不足。”薛善当即命令弟弟薛济率领门生数十人，与高子信、薛馥等人杀掉守卫关卡的士兵，迎接西魏的军队，薛崇礼出逃，贺拔胜等人追上俘虏了他。